# Fahrettin Güneş
Fahrettin Güneş (Arpaçay, 1966) is een Duits-Turkse zanger.

## Biografie
In 1974 verhuisde hij naar Duitsland, waar hij nu nog altijd woont. In 1990 opende hij zijn eigen studio in Düsseldorf. Hier produceerde hij twee albums: Yandım, Tövbe ettim Sevmeye (1994) en Terekeme (2006).
Tegenwoordig treedt hij nog regelmatig op met Turkse muziek.

## Türkvizyonsongfestival
In 2014 werd hij uitgekozen om Duitsland te vertegenwoordigen op hun debuut op het Türkvizyonsongfestival. Güneş zong er het lied Sevdiğim. Op het podium werd hij vergezeld door de uit Keulen afkomstige dansgroep NART. Güneş bleef in de halve finale steken op een 21ste plaats op 25 deelnemers met 149 punten.
2014: Fahrettin Güneş · 
2015: Derya Kaptan · 
2020: Seyran